# 科希策4區
48°40′19″N 21°17′46″E / 48.672°N 21.296°E

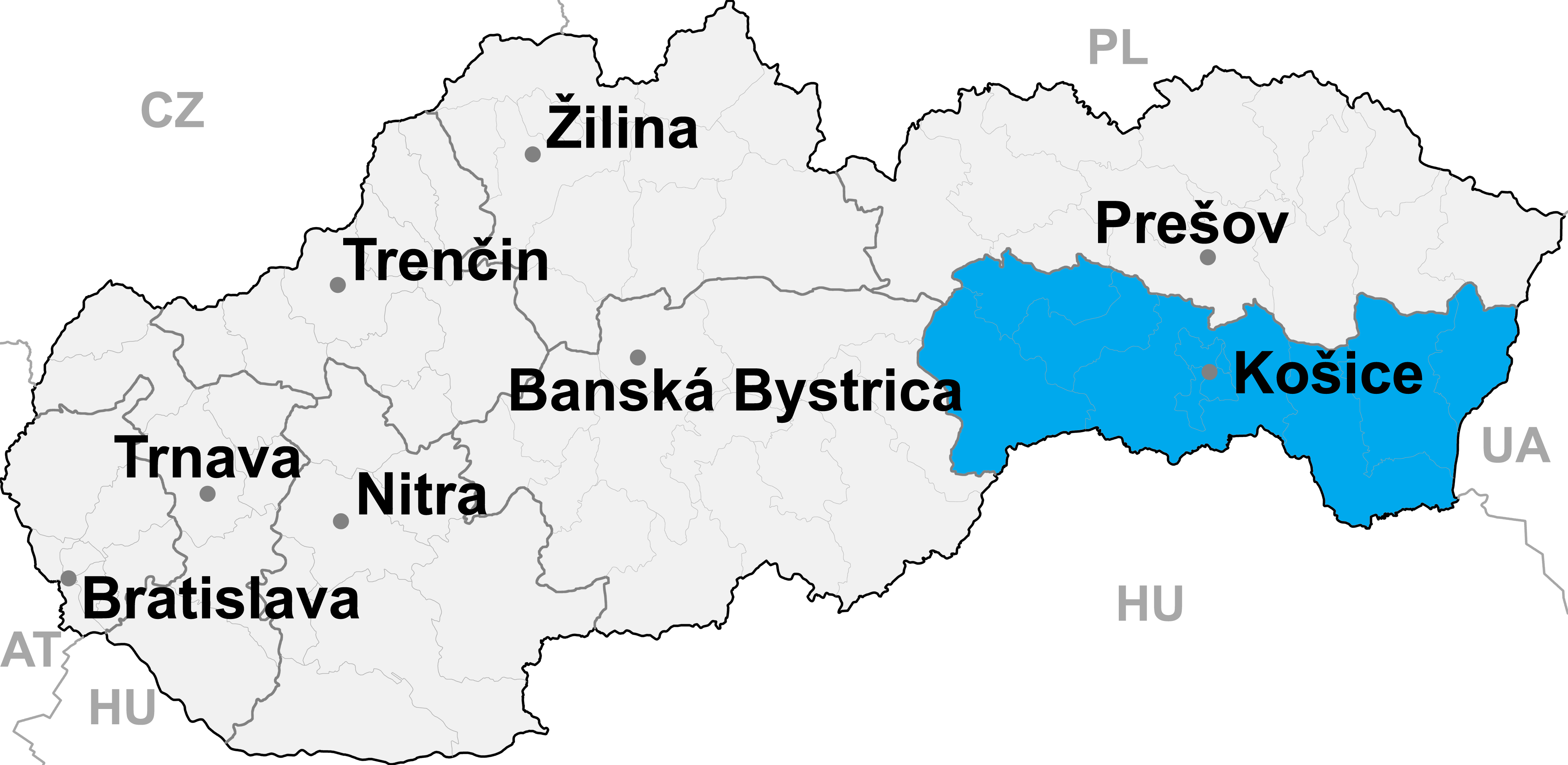

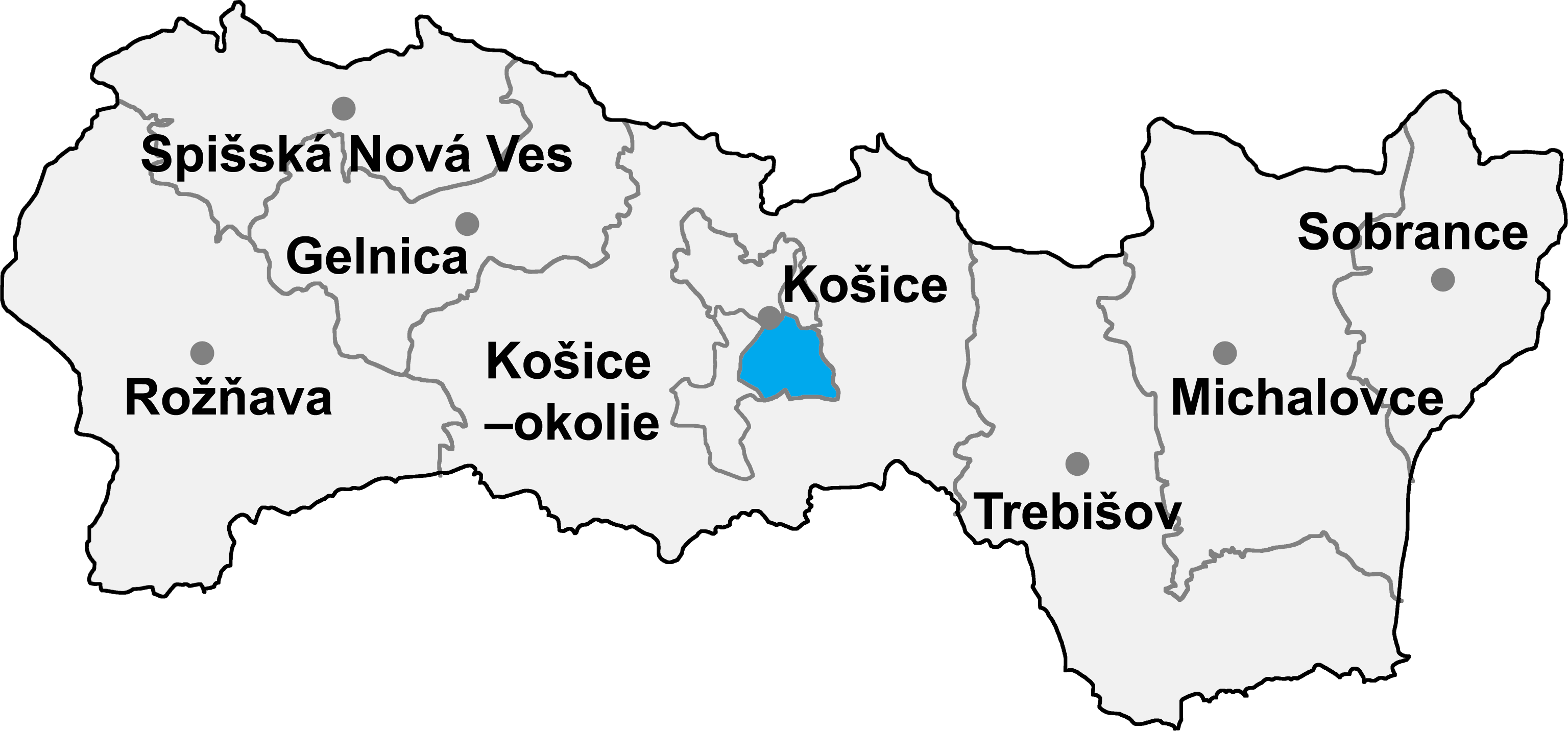

科希策4區，是斯洛伐克的一個區，位於該國東南部，由科希策州負責管轄，面積59平方公里，2001年該區人口56,634，人口密度每平方公里960人。